# Trachymene haplosciadea
Trachymene haplosciadea är en flockblommig växtart som beskrevs av Ferdinand von Mueller. Trachymene haplosciadea ingår i släktet Trachymene och familjen flockblommiga växter. Inga underarter finns listade i Catalogue of Life.